# 格勒迪希足球俱樂部
格勒迪希足球俱樂部（Sportverein Grödig） 是奧地利的一家足球俱樂部。主場位於格勒迪希。在2012–13賽季，格勒迪希曾獲得奧地利足球甲級聯賽的冠軍。

## 外部連結
- 官方網站 （页面存档备份，存于）